# Batalla d'Isandhlwana
El 22 de gener de 1879, Isandhlwana fou l'escenari de la batalla d'Isandhlwana, que veié com uns 22.000 guerrers zulus derrotaren un contingent d'aproximadament 1.768 soldats britànics i nadius, i 350 civils comandats per Frederic Thesiger, baró de Chelmsford durant la Primera Guerra Zulu. Liderats per Cetshwayo, els zulus aconseguiren infligir la primera derrota dels britànics a Àfrica i la més grossa mai soferta per l'exèrcit britànic a mans d'un enemic tecnològicament inferior.

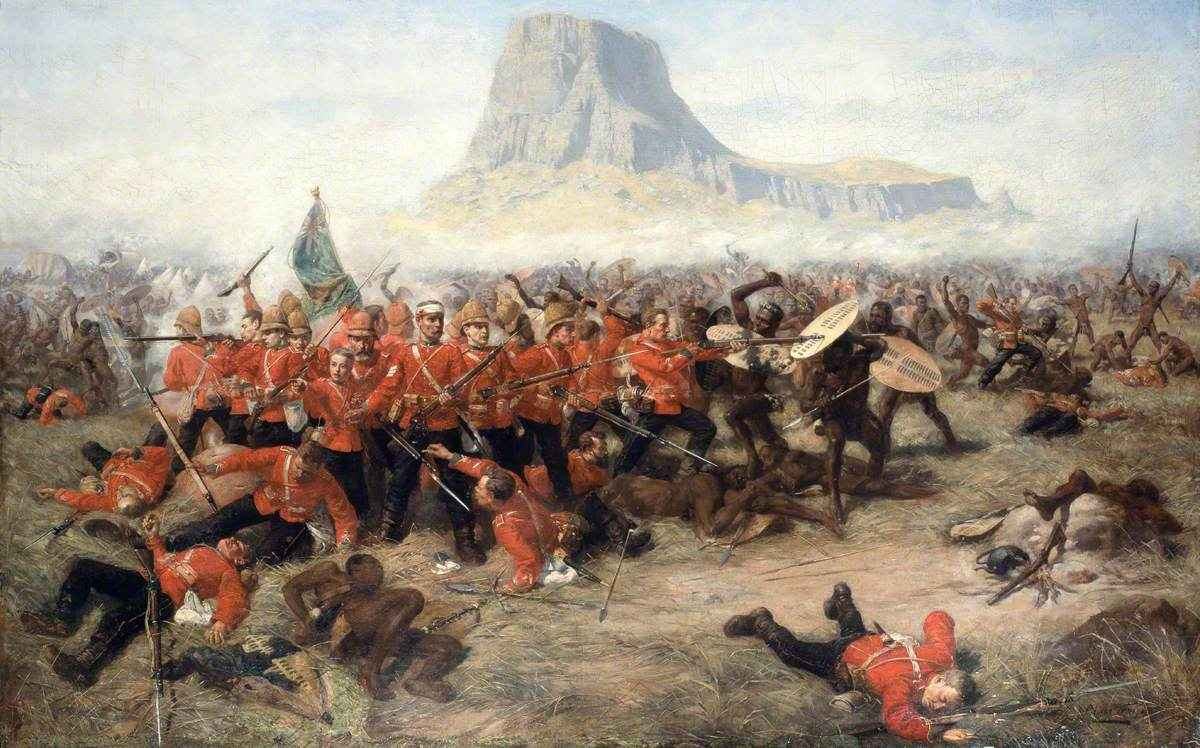
The battle of Isandlwana (Charles Edwin Fripp).

L'11 de desembre de 1878 els britànics havien presentat un ultimàtum a Cetshwayo, el rei zulu, demandant-que dissolgués el seu imperi, quan pràcticament ja s'havien decidit a atacar. L'exèrcit britànic de 16.800 homes estava compost de regiments de cavalleria, infanteria i del Cos de Voluntaris de Natal, format per africans i bòers. Les columnes de subministrament estaven compostes per 612 carros i 113 carros lleugers tirats per 7.626 animals de tir que causava molt de retard. Chelmsford traslladar les seves tropes des de Pietermaritzburg, on estava instal·lat, fins al campament de Helpmekaar, prop de Greytown.

## Batalla
El 9 de gener van arribar a Rorke's Drift, i en el matí de l'11 de gener, sense esperar la resposta a l'ultimàtum, van començar a creuar el riu Buffalo, entrant a Zululàndia. Els britànics van acampar a Isandlwana, un lloc en camp obert, que no van fortificar, confiant en el seu armament i organització superior, i encara que van organitzar patrulles de reconeixement que es van trobar amb alguns zulus, no van ser capaços de descobrir la magnitud de les tropes zulus dels voltants, que consistia en 35 impis (regiments).
Chelmsford va dividir el seu exèrcit i es va dedicar a buscar els zulus. Va deixar el 1r batalló del 24è Regiment d'infanteria a la cura del campament sota el comandament de Henry Pulleine, un administrador sense experiència bèl·lica.
Mentre Chelmsford estava en camp obert buscant l'exèrcit zulu i fustigat per petites partides zulus que el van allunyar del campament, l'exèrcit zulu, compost per uns 22.000 homes, va atacar el campament britànic. En la seva tàctica de les banyes (un nombre reforçat d'impàs al centre, amb dues banyes esquerre i dret amb els soldats més joves que creaven una gran bossa tancant la retirada de l'exèrcit) els 1.000 soldats britànics i 800 natius van ser totalment superats, malgrat el seu clar avantatge tecnològic amb els fusells i mosquetons (igual que revòlvers) enfront dels ikwla (llances, anomenades així pel so que feien en ser extretes dels cossos dels enemics) i els escuts de pell de vaca.
Els zulus no van fer presoners i els van matar a gairebé a tots, tan sols 55 militars britànics i 300 nadius van aconseguir fugir, travessant el riu Buffalo. Alguns d'ells s'unirien al contingent de Rorke's Drift lliurant a la nit següent el fet militar pel que més Creus de la Victòria s'han donat. Després de la batalla, els zulus, seguint la seva tradició, van obrir (esventrar) els cossos dels morts per alliberar els esperits, tenint especial vehemència amb els joves tambors de l'exèrcit britànic, creient que estaven posseïts. Només un militar britànic dels que van morir, no va ser esventrat pels zulus per haver lluitat fins a la mort, acabant la munició del seu fusell, pujant sobre d'un carro i carregant contra la massa zulu sabre en mà.
Isandlwana va ser la primera derrota dels britànics a Àfrica, una de les pitjors derrotes de l'exèrcit britànic, els zulus van perdre 3.000 homes i altres tants van resultar ferits.
La batalla va ser portada al cinema, a la pel·lícula Alba zulu.